# Luas Red Line

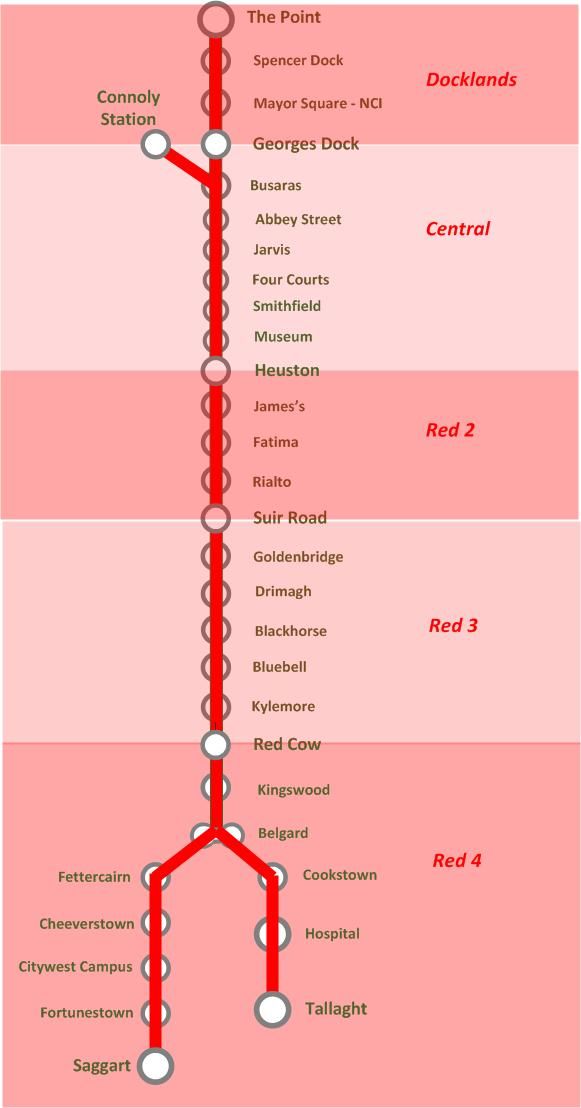
Luas Red Line

De Luas Red Line is een van de twee tramlijnen in de Ierse hoofdstad Dublin. De lijnen worden aangeduid met een kleur. De andere lijn is de Green Line.

## Achtergrond
De Luas Red line die oorspronkelijk geopend werd was een lijn vanaf treinstation Connolly Station in het centrum van Dublin via Heuston en Red-Cow naar eindpunt Tallaght.
In 2010 werd de Docklands extension geopend: deze loopt vanaf het busstation (Busáras) over het oude haventerrein naar The Point met het O2-theater en het reuzenrad Dublin Eye. Sinds de opening van deze uitbreiding rijden twee van de drie trams naar eindhalte The Point en een tram naar Connolly Station. En andersom rijden de treinen vanaf The Point naar Tallaght en eindigen de trams vanaf Connolly normaliter bij Red Cow. Op 2 juli 2011 is de zogenaamde "Citywest"uitbreiding geopend voor het publiek. De Citywestuitbreiding loopt vanaf de bestaande, doch verbouwde, halte Belgard naar eindhalte Saggart.

## De haltes
De volledige route van de Red Line kent de volgende haltes:

### The Point
(beginpunt, zonegrens Docklands)

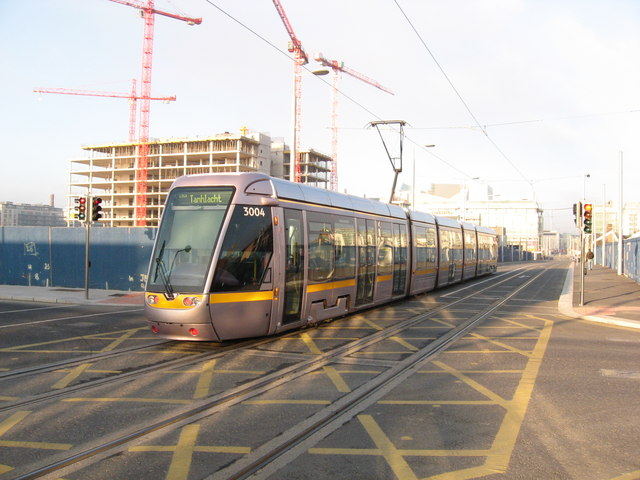
Beginpunt The Point

Terminus van de Docklands extension. Het Dublin O2 theater en muziekcentrum is door het gereedkomen van de Docklands extension beter bereikbaar geworden met het openbaar vervoer. De Docklands liggen op een schiereiland en de grote evenementen die georganiseerd worden in de O2 geven veel verkeersoverlast. Bezoekers van grote concerten en andere evenementen worden nu aangeraden om gebruik te maken van de Luas.

### Spencer Dock
Spencer Dock was oorspronkelijk een van de dokken van de oude haven van Dublin en het punt waarop het Royal Canal uitmondt in de Liffey. Spencer Dock is behalve de haltenaam tevens de naam van het nieuwbouwproject Spencer Dock, een project van ontwikkelaar Treasury Holdings en omvat 20 hectare grond met kantoorgebouwen, appartementen en een conferentiecentrum. Door het instorten van de vastgoedmarkt is een deel van het gebied braakliggend of staan er niet afgebouwde kantoorgebouwen. Ook het nieuwe hoofdkantoor van de Anglo Irish Bank was hier gepland, maar dat is nu een niet afgebouwd skelet. Behalve de Luashalte omvat het project Spencer Dock ook het treinstation Docklands Rail Station en ook is er een halte van de DART Underground gepland. Bekende huurders in de diverse kantoorgebouwen zijn: Centrale Bank (toezichthouder financiële diensten) en Nationwide (Spencer Dock #3) en Price Waterhouse Coopers in het PWC-gebouw. In 2007 nam het Ierse hoofdkantoor van de Fortis Bank haar intrek in Kilmoore House. De markante Samuel Becket Bridge komt uit in Spencer Dock.

### Mayor Square/NCI
Mayor Square is de halte voor het National College of Ireland en het Clarion-hotel aan de Liffey.

### George's Dock
(zonegrens Central)

Net als Spencer Dock is George's Dock niet (geheel) gedempt, en George's Dock geeft weer toegang tot het achtergelegen inner dock. Net zoals de andere nieuwbouwprojecten in Docklands biedt het een mix van commercieel vastgoed en appartementen. Het George's Dock biedt huisvesting aan het IFSC: het International Financial Services Centre van Dublin. Veel belangrijke nationale en internationale banken en gerelateerde bedrijven hebben een kantoor in het IFSC, waaronder ABN AMRO, CityGroup, Commerzbank, HSBC, ING Bank etc.

### Connolly Station
(Terminus van oorspronkelijke lijn, zonegrens Central)

De halte Connolly Station geeft geen verbinding met de Docklandsuitbreiding maar is een zijtak. De twee takken komen samen bij het centrale busstation Busáras van Bus Éireann. Connolly is een belangrijk treinstation dat een centraal punt is voor de DART-lijnen, de forensentreinen naar Maynooth en intercitytreinen naar Belfast in het noorden en Waterford in het zuiden.

### Busáras
Hier komen de lijnen vanaf Connolly en Docklands samen. Halte Connolly ligt overigens op nog geen 3 minuten wandelen, Busáras is het grote busstation van Bus Éireann, de nationale busmaatschappij van Ierland. Bus Eireann biedt zowel regionale verbindingen met de dorpen en steden buiten 'groot Dublin' maar biedt ook diverse langeafstandsbussen naar de meeste grote steden in het land. Bus Éireann is de openbaar vervoer maatschappij: naast deze (staats)maatschappij bieden ook diverse commerciële busmaatschappijen langeafstandsverbindingen aan met de rest van het land zoals Cork, Waterford, Belfast etc.

### Abbey Street
Deze halte ligt op de kruising van Abbey Street net de beroemde O'Connell Street. Deze straat is de belangrijkste winkelstraat en tevens doorgaande noord-zuidroute aan de noordkant van de Liffey. Het beroemde General Post Office, dat een belangrijke rol speelde tijdens de opstand van 1916 is bereikbaar via deze halte. Ook de officiële looproute tussen de Luas Green Line en de Red Line loopt vanaf Abbey Street.

### Jervis
De volgende halte is Jervis. Jervis is een groot overdekt winkelcentrum, maar ook het grote Arnotts warenhuis is bereikbaar via deze halte en je kan vanaf deze halte de Half Penny Bridge bereiken en op die manier doorsteken naar het uitgaansgebied Temple Bar op de zuidoever van de Liffey.

### Four Courts
Dit is het rechtbankgebied. Alle belangrijke justitiële instellingen zijn gevestigd rond Fout Courts: zowel de rechtbanken zelf alsook de ondersteunende diensten zijn rond deze halte gelegen.

### Smithfield
Deze halte ligt in het district Smithfield. Elke maand is hier een paardenmarkt die regelmatig negatief in het nieuws komt vanwege geweld, dierenmishandeling en overige criminaliteit. De paardenmarkt is grotendeels in handen van travellers en spanningen in deze gemeenschap leidden in 2011 tot grote vechtpartijen en schietincidenten. Dit geweld, in combinatie met dierenmishandeling, vormt een extra aanleiding om de paardenmarkt te gaan verbieden, maar de lokale autoriteiten kunnen het evenement niet verbieden omdat het recht op de markt honderden jaren geleden is verstrekt en niet zomaar kan worden ingetrokken. De handelaren vinden dat enkele geweldsincidenten dit eeuwenlange gebruik niet mogen beïnvloeden terwijl dierenrechten-activisten het juist als extra aanleiding zien om een eind te maken aan de handel en de burgemeester van Dublin zou de markt graag willen verbieden.
De halte Smithfield is ook de halte voor een belangrijke toeristische attractie van Dublin: The Old Jameson Distillery.

### Museum
Aan de noordoever van de Liffey ligt het Nationaal Museum van Ierland, afdeling Decorative Arts and History. Deze halte biedt eigenlijk alleen toegang tot het museum en het naastgelegen hotel.

### Heuston
(zonegrens en 'terminus centrumtram')

Heuston Railway Station is een belangrijk intercitystation voor treinen naar het westen van Ierland: vanaf Heuston zijn er treinen naar Cork, Limmerick en Galway. Hoewel er een spoorverbinding is tussen Connolly Station en Heuston via een spoortunnel door het Phoenix Park, rijden er normaliter geen treinen tussen deze stations. De belangrijkste manier van verbinding tussen de treinstations op de noord-zuidlijnen, zoals Connolly en Pearse Street Station zijn speciale pendelbussen en de Luas Red Line. De LUAS Red Line steekt bij Heuston de Liffey over: in het centrum rijdt de Luas op de boordoever en loopt vanaf The Point min of meer parallel met de rivier: na Heuston wordt de rivier niet meer gevolgd. Tot aan Red Cow, waar de LUAS de M50 ringweg kruist volgt de tramlijn de loop van het Grand Canal.

### St. James' Hospital
Dit is de halte bij het ziekenhuis St. James' Hospital, een groot algemeen ziekenhuis aan de westkant van het centrum van Dublin. De tram rijdt vervolgens over het ziekenhuisterrein naar de achterkant van het station om uit te komen bij:

### Fatima
Fatima ligt achter het James' ziekenhuis en was een verwaarloosde achterstandswijk maar het is in recente jaren gerenoveerd. Veel oude woningen zijn afgebroken en er zijn ongeveer 600 nieuwbouwwoningen in de goedkopere sector gerealiseerd. Er staan echter nog flats die in de jaren 1950 gebouwd zijn en niet meer voldoen aan de eisen van deze tijd.
Fatima ligt in Rialto, een gedempte aftakking van Grand Canal loopt door/langs Fatima.

### Rialto
De halte Rialto ligt in het gelijknamige stadsdeel. De Luas volgt hier het buitengebruik gestelde aftakking van het Grand Canal, vanaf het kanaal naar het voormalige St. James basin dat destijds werd aangelegd ten behoeve van Guinnessbrouwerij. De Luashalte ligt vlak bij de Rialto Bridge: de brug over de gedempte kanaaluitbreiding die nu wordt gebruikt voor de Luas.

### Suir Road
(zonegrens)

Suir Road ligt in de wijk Kilmainham. De Luas volgt hier de hoofdstroom van het Grand Canal. Het spoor is vanaf Fatima tot Blackhorse een vrij rechte route en vanaf Suir Road dus langs het kanaal in westzuidwestelijke richting. Parallel aan de LUAS-trambaan loopt de belangrijke ontsluitingsroute R111 die vanuit het stadscentrum naar het Westen loopt.

### Blackhorse
Hier splitst de LIAS zich af van het kanaal: in plaats van pal westzuidwest buigt de LIAS wat naar het zuidwesten af richting BlueBell. In plaats van het volgen van de Davit Road volgt de trambaan vanaf hier de belangrijke Naas Road of de R110

### Kylemore
Dit is de laatste halte voor de kruising met de M50: de afstand tussen de haltes Kylemore en Red Cow is erg groot, maar dat komt doordat het traject voor een groot gedeelte bestaat uit kruisingen van wegen: de Luas kruist hier de ringweg M50, maar op dezelfde plek is ook een belangrijk wegenknooppunt. De LUAS trambaan ligt in de middenberm van de Naas Road en kruist dan de M50 om uit te komen bij:

### Red Cow
(zonegrens, hoofdkantoor van Luas en remise/werkplaats van Red-Line)

Halte Red Cow heeft een heel grote Park&Ridefaciliteit: het ligt direct bij een afslag van de M50 en is daardoor ideaal voor mensen die met de auto van buiten Dublin komen: je verlaat de snelweg en pakt vanaf daar de tram naar de binnenstad.
Het spoor maakt hier een hoek van 90° en loopt praktisch pal zuid, parallel aan de M50 – aan de buitenkant van de ring.

### Kingswood
Vlak voor halte Kingswood buigt de lijn weer terug in zuidwestelijke richting. Hier volgt de Luas de R638: Walkingstown Embankment Road door onbebouwd gebied totdat het de R110 weer snijdt die hier Belgard Road heet in de nieuwbouwwijk van Kindswood.

### Belgard
Belgard ligt naast het Cookstown industrieterrein en Belgard Heights.
Op de halte Belgard splitst de Red Line: de helft van de trams vervolgen hun weg richting Tallaght (de oorspronkelijke route) en de andere helft gaat naar Saggart (de uitbreiding Luas Citywest of Luas A1 extension die op 2 juli 2011 geopend is).
De halte is verbouwd: oorspronkelijk was het een gewone halte met aan beide kanten een perron. Nu liggen er drie sporen naast elkaar en is er een middenperron aangelegd. Bovendien is er een overkapping aangebracht.

## Tallaghtroute
De oorspronkelijke route:

### Cookstown
Na Belgard buigt de lijn weer richting het zuiden langs de randen van het Cookstown industrieterrein. Aan de andere kant van het spoor ligt de woonwijk Amberville.

### Hospital
De voorlaatste halte is bij het Tallaght Ziekenhuis: een groot algemeen ziekenhuis aan de (zuid)westkant van Dublin. De halte loopt om het terrein van het ziekenhuis en na Hospital maakt de lijn een bocht van 90° waardoor het nu richting het oostzuidoosten loopt naar het eindpunt Tallaght.

### Tallaght
De eindhalte is het winkelcentrum Tallaght. Behalve dit moderne woon/winkelgebied ligt hier ook het voetbalstadion van de Shamrock Rovers. Nadat deze club haar oorspronkelijke velden Glenmalure Park in Milltown hadden rond 1987 verlieten (omdat de eigenaren van de club de grond verkochten om er woningen te bouwen) had de club jarenlang geen eigen stadion.

## Citywest / Saggart route
Op 2 juli 2011 werd de nieuwe tak van de Red Line voor het publiek geopend: de Red Line heeft dan aan beide uiteinden twee verschillende routes. In februari 2009 werd begonnen aan de bouw van de uitbreiding.

### Fettercairn
Deze halte ontsluit Belgard Green en Kilmartin. De lijn loopt parallel met de Embankment Road extension die een verbinding vormt tussen de Belgard Road en het Citywest Business Park. De bouw van deze weg vormt, net zoals de outer ring road geen onderdeel van de Luas bouwplannen, hoewel in tijd de bouw gelijk loopt.

### Cheeverstown
Een P&R faciliteit met ruim 300 parkeerplaatsen. De halte ligt naast de nieuw gebouwde Outer Ring Road'. Behalve de P&R is de halte ook voor bewoners van Brookview en het zuidoostelijke deel van het bedrijventerrein Citywest Campus.

### Citywest Campus
De hoofdhalte die toegang geeft aan dit grote bedrijventerrein en buurtschap Ardmoore.

### Fortunestown
Na het oversteken van de N82 – de hoofdroute naar de Citywest Campus – ligt halte Fortunestown in gelijknamige buurt. Tevens is dit de halte voor het nieuwe winkelcentrum Citywest Shoppingcentre.

### Saggart
Terminus: dit is de eindhalte – maar net als de andere eindpunten niet de plek waar trams parkeren: dat is Red Cow.